# Członek rodziny
Zasugerowano, aby zintegrować ten artykuł z artykułem Rodzina. Nie opisano powodu propozycji integracji.
Członek rodziny – w języku prawniczym oraz w genealogii osoba należąca do rodziny (w ujęciu socjologicznym).
Ściśle rzecz biorąc, członek rodziny to krewny lub powinowaty konkretnej osoby. Można mówić o członku najbliższej rodziny, co nawiązuje do pojęcia rodziny małej, którą tworzą małżonkowie. Członek najbliższej rodziny to najczęściej osoba do trzeciego lub czwartego stopnia pokrewieństwa lub powinowactwa (rodzeństwo, dziadkowie, wnuki, teściowie i inne relacje rodzinne).
W znaczeniu ogólnym członek rodziny to element zbiorowości, jaką jest rodzina wielka (wielokopokoleniowa), składającej się ze wszystkich osób od siebie pochodzących (czasem także powinowatych).
W naukach biologicznych członek rodziny to gatunek bądź rodzaj będący przedstawicielem rodziny.
W różnych żargonach członek rodziny to każdy obiekt będący przedstawicielem jakiejś większej klasy, np. w informatyce członek rodziny procesorów, członek rodziny kart graficznych.